# 勞德沃特灣
勞德沃特灣（英語：Loudwater Cove）是南極洲的海灣，位於葛拉漢地，處於諾瑟爾角以北的昂韋爾島西南岸，長1公里，在1955年由英國研究隊測量，現時由南極條約體系管理。